# Krøller eller ej
"Krøller eller ej" ("Encaracolado ou não") foi o tema escolhido pela Dinamarca no Festival Eurovisão da Canção 1981, cantado em dinamarquês pelo dueto constituído por Tommy Seebach e Debbie Cameron. A referida canção tinha letra de Keld Heick, música de Tommy Seebach e orquestração de Allan Botschinsky.
A canção dinamarquesa foi a sexta a ser interpretada no evento (depois da canção israelita e antes da canção jugoslava). No final da votação recebeu 41 pontos e terminou em 11º lugar (entre 20 países concorrentes).
A canção é um apelo para a unidade global, com o duo explicando que eles amam todas as crianças deles (e por extensão todas as crianças do mundo), independentemente da sua aparência (tenham cabelos encaracolados ou curtos, seja de que cor sejam elas).
Os coristas foram Michael e Ianne Elo, que também foram coristas da canção de Tommy Seebach de 1979 "Disco Tango".